# New Bataan, Davao de Oro

Bản đồ của Compostela Valley với vị trí của New Bataan

New Bataan là một đô thị hạng 2 ở tỉnh Compostela Valley, Philippines. Theo điều tra dân số năm 2000, đô thị này có dân số 42.549 người trong 8.592 hộ.

## Các đơn vị hành chính
New Bataan được chia thành 14 barangay.
- Bantacan
- Batinao
- Camanlangan
- Cogonon
- Fatima
- Katipunan
- Magsaysay
- Magangit
- Pagsabangan
- Panag
- Cabinuangan (Pob.)
- San Roque
- Andap
- Kahayag